# Budak (Gospić)
Budak is een plaats in de gemeente Gospić in de Kroatische provincie Lika-Senj. De plaats telt 175 inwoners (2001).